# Motupiko (rivière)

La rivière Motupiko  (en anglais : Motupiko River) est un cours d’eau de la région de Tasman dans l’Île du Sud de la Nouvelle-Zélande.

## Géographie
Affluent majeur du fleuve Motueka, elle coule vers le nord  à partir de son origine au sud-est du col de col de Hope (en), jusqu'à son confluent avec le fleuve Motueka au niveau de « Kohatu Junction », à 15 kilomètres à l’ouest de la ville de  Wakefield. Les affluents de la rivière Motupiko comprennent entre autres la rivière  Rainy.